# Peter Costello
Peter Howard Costello (Melbourne, 14 agosto 1957) è un politico australiano.
È stato vicepresidente del Partito Liberale d'Australia dal 1994 al 2007 e Ministro del Tesoro dal 1996 al 2007, divenendo così il Tesoriere ad aver ricoperto la carica più a lungo nella storia australiana.
In seguito alle elezioni federali del 24 novembre 2007, che hanno decretato la clamorosa sconfitta della Coalition guidata da John Howard, Costello ha dichiarato di non intendere neppure completare il suo incarico parlamentare a tempo pieno, che lo vedrebbe invece in carica per altri tre anni.
Costello sperava di potere ottenere la guida del partito durante il secondo mandato di John Howard, tuttavia il premier australiano dichiarò di voler continuare a governare il paese per tutta la legislatura.